# Мехадія
Мехадія (рум. Mehadia) — село у повіті Караш-Северін в Румунії. Входить до складу комуни Мехадія.
Село розташоване на відстані 299 км на захід від Бухареста, 57 км на південний схід від Решиці, 130 км на південний схід від Тімішоари, 131 км на північний захід від Крайови.

## Населення
За даними перепису населення 2002 року у селі проживали 2345 осіб.
Національний склад населення села:
| Національність | Кількість осіб | Відсоток |
| -------------- | -------------- | -------- |
| румуни         | 2321           | 99,0%    |
| німці          | 12             | 0,5%     |
| угорці         | 10             | 0,4%     |

Рідною мовою назвали:
| Мова      | Кількість осіб | Відсоток |
| --------- | -------------- | -------- |
| румунська | 2332           | 99,4%    |
| угорська  | 8              | 0,3%     |
| німецька  | 5              | 0,2%     |